# Kallapura, Bhadravati
Kallapura là một làng thuộc tehsil Bhadravati, huyện Shimoga, bang Karnataka, Ấn Độ.